# Пій VIII
Пій VIII (лат. Pius PP. VIII, італ. Pio VIII, Франческо Саверіо Марія Феліче, граф Кастільоні; 20 листопада 1761 — 30 листопада 1830) — 253-й папа римський з 31 березня 1829 по 30 листопада 1830.

## Клерикальна кар'єра
Народився 20 листопада 1761 в містечку Чинголі в сім'ї аристократів. Він був третім з восьми дітей графа Оттавіо Кастільоні та його дружини Санції Ґіслері. Майбутній Папа належав до одного з найдревніших аристократичних родів Італії, який брав свій початок з X століття від Коррадо Кастільйоне, що був сином графа Беренгаріо, одного з вождів племені лангобардів.
Вчився теології в Collegio Campana в Озімо та Collegio Montalto в Болоньї. У 1785 закінчив навчання по темі «канонічне право» та висвячений священником у Римі. Пізніше, завдяки своїй освіченості, займав посади генерального вікарія Ананьї (1788/90), Фано (1790/97) та Асколі-Пічено (1797—1800). Пій VII 10 жовтня 1800 року призначає його єпископом у Монтальто. За опір французьким військам Наполеон І його заарештовує у 1808 та тримає у в'язниці до свого відходу у 1816 році. 8 березня 1816 призначений єпископом Чезени та кардиналом-священником з титулярним престолом в церкві Санта Марія ін Траспонтіна в Римі. У 1821 призначений Великим пенітенціарієм Римської Курії і кардиналом-єпископом у Фраскаті.

## Понтифікат
Після смерті Папи Лева XII 10 лютого 1829 року був скликаний новий конклав. 31 березня того ж року Франческо Саверіо Марію Феліче Кастільоні було обрано новим Папою. 5 квітня відбулась його інтронізація на престол під іменем Пія VIII. 21 квітня Пій VIII публікує свою енцикліку Traditi humilitati nostrae в якій викладає програму свого понтифікату. Проте стан його здоров'я вже на цей час був поганий, і він помирає 30 листопада 1830 року. Похований в Соборі Святого Петра в Римі.
Папа Пій VIII вважається одним із модерних пап. Так, він, незважаючи на протидію курії, згодився на державну реформу 1830 року яку проводив у Франції народний король Луї-Філіп і навіть надав йому титул фр. Roi Très Chretien — всехристиянського короля, який присвоювався до того тільки абсолютним монархам. Видав енцикліку, в якій засудив таємні організації карбонаріїв, що становили загрозу для держави. В Англії папа Пій VIII дозволив католикам брати участь у політичному житті.